# Gallzein
Gallzein is een gemeente in het district Schwaz in de Oostenrijkse deelstaat Tirol.
Gallzein is gelegen op een terras in het Unterinntal, tussen Schwaz en Buch bij Jenbach, aan de voet van de 2344 meter hoge Kellerjoch. Gallzein is over de weg bereikbaar vanuit beide hiervoor genoemde plaatsen.
Gallzein is een forensengemeente. Tot de jaren 50 van de 20e eeuw was de landbouw de belangrijkste bron van inkomsten. Door een economische bloei in de jaren 50 en 60 vestigden zich ook enkele bedrijven in de gemeente, maar het overgrote deel van de bevolking bleef werkzaam buiten de gemeentegrenzen.